# José María Alonso de Beraza
José María Alonso de Beraza (Santander, 1831-Madrid, 18 de diciembre de 1901) fue un periodista y político español. En 1867 fue delegado de la Sociedad Abolicionista Española en el Congreso Internacional Abolicionista de París. Escribió con asiduidad en "El Imparcial" y "El Liberal". En las elecciones generales de agosto de 1872 fue elegido diputado al Congreso por el distrito electoral de Lucena del Cid en las listas del Partido Radical. Tras producirse la restauración borbónica no participó más en política. En 1894 presidió la primera sesión del Primer Congreso Internacional de Prensa, celebrado en Amberes, y en 1895 fue uno de los socios fundadores de la Asociación de la Prensa de Madrid.